# Bambao ya Mboini
Bambao ya Mboini est une commune de l'union des Comores située dans l'ile de la Grande Comore, dans la préfecture de Moroni-Bambao. Elle a pour maire M.Ismael Mohamed Assane, natif de Mbachilé.

## Commune Bambao ya Mboini
- Iconi
- Mbachilé
- Moindzaza Mboini
- Ndrouani
- Séréhini